# Super Pit
A The Fimiston Open Pit, mais conhecida como Super Pit, é a maior mina de ouro da Austrália. A cova tem cerca de 3,5 quilômetros de comprimento, 1,5 km de largura e 360 metros de profundidade. Com estas dimensões, é grande o suficiente para ser vista do espaço.